# Vola
Vola (стилизованное написание — VOLA) — музыкальная группа из Дании, играющая в стиле прогрессивный метал, основанная в Копенгагене в 2006 году. После ряда изменений в коллективе на ранних этапах карьеры, в настоящий момент группа состоит из трех датчан: гитариста и вокалиста Асгера Мининда, клавишника Мартина Вернера, бас-гитариста Николая Могенсена, а также барабанщика Адама Джанзи из Швеции.

## История

### Создание (2006—2012)
Группа была основана вокалистом и гитаристом Асгером Мигиндом и его друзьями, и сформировалась в стабильном составе в 2006 году. В составе Мигинда, гитариста Нильса Дрейера, басиста Йеппе Блоха, клавишника Мартина Вернера и барабанщика Никласа Шерфига группа самостоятельно выпустила свой первый релиз Homesick Machinery в 2008 году. 22 марта 2010 года был выпущен сингл «Glasswork».
После первого релиза в составе группы произошли некоторые изменения: Блох и Шерфиг были заменены на Николая Могенсена и Феликса Эверта. В этом составе вышел второй релиз Monsters, который также был записан группой самостоятельно в 2011 году. Этот релиз состоял из четырёх треков и представлял собой смесь прогрессивного рока и джента. Последний трек был записан с использованием семиструнных гитар. В поддержку релиза группа отправилась в короткий пятидневный тур по своей стране, после которого Дрейер покинул группу, оставив остальных участников вчетвером, Мигинд взял на себя роль вокалиста и гитариста, а Могенсен пел на бэк-вокале на концертах.

### Inmazes(2015—2017)
2 февраля 2015 года VOLA самостоятельно выпустили свой первый альбом Inmazes. В августе 2016 года был снят клип на первый сингл «Gutter Moon», а ранее было выпущено видео с текстом на песню «Starburn». 16 сентября 2016 года лейбл Mascot Label Group издал альбом на физических носителях. По словам Мигинда, лирический смысл Inmazes связан с «ловушкой»: 

Этим альбомом мы попытались выразить ощущение потерянности в лабиринтах души и невозможность воспринимать реальность. Как эти страдания визуализируются в твоём сознании и как твоё окружение реагирует на связанное с душевными страданиями поведение.
2 июня 2015 года группа выпустила релиз October Session, включающий новые акустические версии двух песен из альбома Inmazes («Gutter Moon» и «Stray the Skies»), а также клип на последнюю из этих песен.
С альбомом Inmazes группа отправилась в свой первый тур по Европе, поддерживая группу Katatonia в их туре «Fallen Hearts Over Europe», идущем одновременно с исландцами Agent Fresco. Барабанщик Эверт был занят другими проектами и не смог принять участие в туре, поэтому группа наняла Симена Сандеса (датск. Simen Sandnes) из Arkentype в качестве временной замены. Впоследствии группа заявила, что Эверт окончательно покинул группу, чтобы сфокусироваться на других проектах. Его место занял шведский барабанщик Адам Джанзи,, ранее игравший в группе Drake Equation.

### Applause of a Distant Crowd(2018—2019)

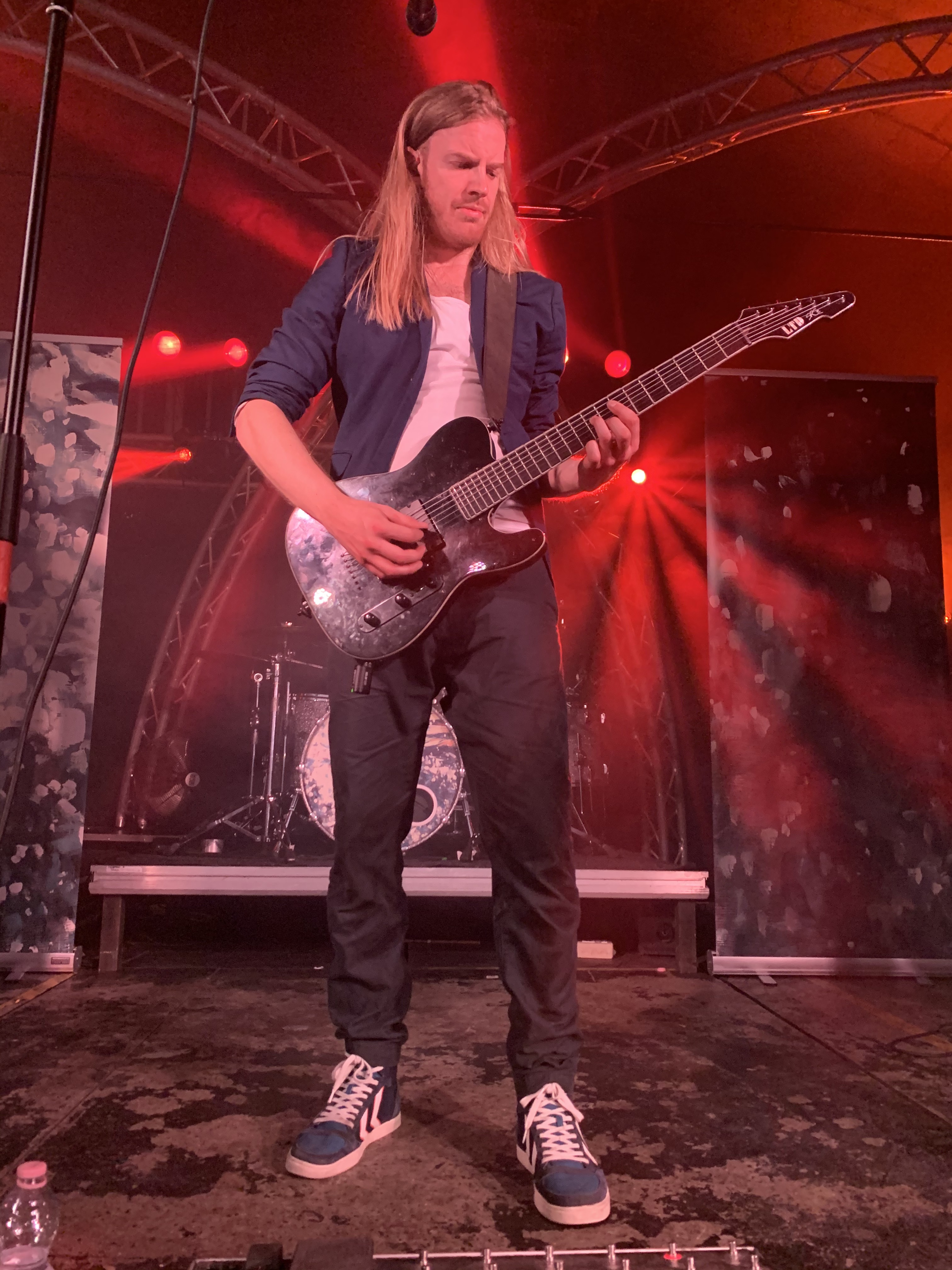
Фронтмэн Асгер Мигинд концерте в Парме в 2019 году

Второй альбом VOLA Applause of a Distant Crowd был выпущен 12 октября 2018 года и отличался от Inmazes меньшими акцентами на тяжести и большим использованием электронных элементов. Этот переход Асгер Мигинд назвал «естественным»:

Ментально я был совершенно отрешён, когда мы писали тексты для Inmazes. Сейчас я, несомненно, куда более счастлив.
Такое широкое признание этого альбома стало большим облегчением. Я считаю, что наши песни будут развиваться более естественным образом, если позволять текстам и музыке соотвестствовать моим эмоциям, чем если придерживаться какого-то плана. На этот раз мои эмоции по большей части были связаны с тем, что я вижу за пределами нашего мира.— 
Перед выходом новго альбома в августе-октябре 2018 года VOLA выпустила клипы на «Smartfriend», «Ghosts» и «Alien Shivers». Группа стала специальным гостем в европейском туре Monuments в октябре-ноябре 2018.
11 января 2019 года группа выпустила видео с текстом на песню «Whaler» и была анонсирована на разогреве у Haken в их европейском туре в феврале-марте. В конце мая 2019 года вышло видео на четверный трек альбома «Ruby Pool».
В сентябре 2019 года VOLA отправилась в их первый тур в качестве хэдлайнера с поддержкой Arch Echo и Rendezvous Point.

### Witness(2020—2022)
Во второй половине 2019 года группа начала обсуждать начало записи третьего альбома в начале 2020 года. Ожидалось, что он станет тяжелее, чем Applause of a Distant Crowd.
21 августа 2020 группа группа объявила, что запись третьего альбома завершена, и они приступили к компановке.
Премьера клипа на первый сингл «Head Mounted Sideways» состоялась 19 ноября 2020 года, одновременно с этим был анонсирован выход нового альбома в 2021 году. Второй клип на песню «Straight Lines» вышел в феврале 2021 года, вместе с этим группа объявила, что новый альбом будет называться Witness и выйдет 21 мая 2021 года. 11 марта 2021 года состоялась премьера клипа на песню «24 Light-Years», записанную Могенсеном и Анне Норкер Бэнг (датск. Anne Nørkjær Bang). Четвёртый сингл «These Black Claws» с участием SHAHMEN, вышел 6 мая 2021 года.
В поддержку Witness 11 сентября 2021 года группа устроила онлайн-концерт из бассейна в заброшенном военном лагере Auderød в North Zealand, расположенного недалеко от Копенгагена. Это выступление стало первой концертной записью группы Live From The Pool и было выпущено 1 апреля 2022 года.

### Friend of a Phantom(2023-настоящее время)
22 августа 2023 года группа выпустила клип на свой сингл «Paper Wolf». За этим последовал релиз клипа на трек «Break My Lying Tongue» в июне 2024 года, который выпустился в составе второго сингла к четвёртому альбому группы Friend of a Phantom, выход которого был запланирован на 1 ноября 2024 года. Третий сингл с предстоящего альбома «I Don’t Know How We Got Here» вышел 7 августа с официальной визуализацией текста песни. Четвёртый сингл к альбому «Cannibal» с участием Андерса Фридена из In Flames вышел 19 сентября одновременно с клипом.

## Музыкальный стиль и влияние
В своем первом альбоме Inmazes, VOLA сочетала типичные для прогрессивного метала и электронной музыки звучания, создавая треки с нечётным размером такта, сложными риффами и захватывающими мелодичными припевами. Обложки были сравнимы по стилю с Pink Floyd, Rammstein и Meshuggah. Как пояснил Мигинд, даже название группы (которое было выбрано экс-басистом Йеппе Блохом) отражает их звучание как будто они «стараются делать свои припевы величественными и грандиозными».
С выходом второго альбома Applause of a Distant Crowd группа расширила свою музыкальную палитру, объединяя звучание прогрессивного рока и активное использование электроники, по сути ограничивая для себя чистый прогрессивный рок песнями «Smartfriend» and «Whaler».
Среди музыкантов, оказавших влияние на их творчество, VOLA назвали Opeth, Porcupine Tree, Devin Townsend, Soilwork, Meshuggah, Massive Attack, Ulver, и Mew. Мигиннд является большим поклонником британского музыканта и продюсера Стивена Уилсона.

## Участники группы
Текущие
- Асгер Мигинд (датск. Asger Mygind) — гитара, основной вокал (2006-настоящее время)
- Мартин Верненр (датск. Martin Werner) — клавиши (2006-настоящее время)
- Николай Мингенсен (датск. Nicolai Mogensen) — бас-гитара, бэк-вокал (2009-настоящее время), синтезатор (2021-настоящее время)
- Анам Джанзи (датск. Adam Janzi) — барабаны (2017-present)

Бывшие
- Йеёппе Блох (датск. Jeppe Bloch) — бас-гитара (2006—2009)
- Никлас Шерфиг (датск. Niklas Scherfig) — барабаны (2006—2011)
- Нильс Дрейер (датск. Niels Dreijer) — гитара, бэк-вокал (2006—2012)
- Феликс Эверт (датск. Felix Ewert) — барабаны (2011—2017)

В туре
- Симен Санднес (датск. Simen Sandnes) — барабаны (2016)

## Дискография

### Студийные альбомы
- Inmazes (2015)
- Applause of a Distant Crowd (2018)
- Witness (2021)
- Friend of a Phantom (2024)

### Концертные записи
- Live from the Pool (2022)

### Релизы
- Homesick Machinery (2008)
- Monsters (2011)
- October Session (2017)
- Audiotree from Nothing (2024)

### Синглы
- «Glasswork» (2010)
- «Head Mounted Sideways» (2020)
- «Straight Lines» (2021)
- «24 Light-Years» (2021)
- «These Black Claws» (совместно с Shahmen) (2021)
- «Napalm (Re-Witnessed)» (2022)
- «Paper Wolf» (2023)
- «Break My Lying Tongue» (2024)
- «I Don’t Know How We Got Here» (2024)
- «Cannibal» (совместно с Андерсом Фриденом) (2024)

## Клипы
| Год  | Песня                   | Продюсер(ы)                                                                      |
| ---- | ----------------------- | -------------------------------------------------------------------------------- |
| 2015 | «Gutter Moon»           | Николай Могенсен и Анне Норкер Бэнг (датск. Nicolai Mogensen, Anne Nørkjær Bang) |
| 2015 | «Emily»                 | Николай Могенсен и Анне Норкер Бэнг (датск. Nicolai Mogensen, Anne Nørkjær Bang) |
| 2016 | «Stray the Skies»       | Николай Могенсен и Анне Норкер Бэнг (датск. Nicolai Mogensen, Anne Nørkjær Bang) |
| 2018 | «Smartfriend»           | Крейг Мюррей (датск. Craig Murray)                                               |
| 2018 | «Ghosts»                | Деннис Андерсон и Дэвид Анденсон (датск. Dennis Andersson, David Andersson)      |
| 2018 | «Alien Shivers»         | Николай Могенсен и Анне Норкер Бэнг (датск. Nicolai Mogensen, Anne Nørkjær Bang) |
| 2019 | «Whaler»                | Brownstache Productions                                                          |
| 2019 | «Ruby Pool»             | Асгер Мигинд (датск. Asger Mygind)                                               |
| 2020 | «Head Mounted Sideways» | Томас Курикка и Патрик Нортева (датск. Tuomas Kurikka, Patrik Nuorteva)          |
| 2021 | «Straight Lines»        | Томас Курикка и Патрик Нортева (датск. Tuomas Kurikka, Patrik Nuorteva)          |
| 2021 | «24 Light-Years»        | Николай Могенсен и Анне Норкер Бэнг (датск. Nicolai Mogensen, Anne Nørkjær Bang) |
| 2021 | «These Black Claws»     | Томас Курикка и Патрик Нортева (датск. Tuomas Kurikka, Patrik Nuorteva)          |
| 2023 | «Paper Wolf»            | Томас Курикка и Патрик Нортева (датск. Tuomas Kurikka, Patrik Nuorteva)          |
| 2024 | «Break My Lying Tongue» | Томас Курикка и Патрик Нортева (датск. Tuomas Kurikka, Patrik Nuorteva)          |